# Merionoeda indica
Merionoeda indica là một loài bọ cánh cứng trong họ Cerambycidae.